# Перепись населения Молдовы (2024)
Перепись населения Молдавии (2024) — третья перепись населения независимой Республики Молдова, прошедшая с 8 апреля по 7 июля 2024 года. Территории, подконтрольные Приднестровской Молдавской Республике, в переписи не участвовали, как и в переписях 2004 и 2014 годов.

## Финансирование
На перепись выделено 244,3 млн леев, то есть более 12,2 млн евро. Также Национальное бюро статистики получало помощь в рамках проекта «Поддержка Национального бюро статистики в проведении переписи населения и жилищ 2024 года», финансируемого ЕС и софинансируемого ЮНФПА. Поддержку также оказали ЮНИСЕФ, Агентство ООН по делам беженцев, УВКПЧ ООН и другие.
Впервые перепись проводилась на планшетах, выделенных ЕС и ЮНФПА, с применением новых методов сбора данных.

## Ход переписи
В таблице представлены данные Национального бюро статистики Республики Молдова.
|            | Переписано   | Переписано |
| тыс. жилищ | тыс. человек |            |
| ---------- | ------------ | ---------- |
| 28 апреля  | 699          | 1013       |
| 2 мая      | 825          | 1204       |
| 9 мая      | 953          | 1394       |
| 23 мая     | 1331         | 1952       |
| 30 мая     | 1476         | 2167       |
| 6 июня     | 1582         | 2304       |
| 13 июня    | 1608         | 2351       |
| 20 июня    | 1623         | 2377       |
| 27 июня    | 1636         | 2397       |
| 4 июля     | 1654         | 2438       |

## Критика
Несмотря на то, что за отказ от участия предусмотрен штраф размером до 2,5 тыс. леев, люди всё равно нередко уклонялись от ответов на вопросы переписи, и иногда довольно агрессивно, в связи с чем некоторые переписчики уволились уже после одного-двух дней работы.
Многих граждан возмутили такие вопросы, как «где вы были в ночь с 7 на 8 апреля?», «сколько вы родили детей?», «испытываете ли вы проблемы со зрением» и др.
В социальных сетях распространялась информация, что в ходе переписи власти рассчитывают получить данные о численности населения, которое можно мобилизовать в случае войны. Пресс-секретарь правительства Молдовы назвал это ложью и отметил, что перепись «не имеет никакой связи с текущими внешними или внутренними событиями».

## Предварительные результаты
По данным Национального бюро статистики, население страны составило 2401,2 тысяч человек, что на 13,9 % меньше, чем 10 лет назад. Это связано со снижением естественного прироста и миграционным оттоком населения. Блок коммунистов и социалистов обвинил правящую Партию действия и солидарности в значительном оттоке населения в период её правления.
|                   | 2024, тыс. чел. | 2024, % | 2014, тыс. чел. | 2014, % |
| ----------------- | --------------- | ------- | --------------- | ------- |
| Сёла              | 1 287,5         | 53,6    | 1 715,7         | 61,5    |
| Города            | 1 113,7         | 46,4    | 1 073,6         | 38,5    |
|                   |                 |         |                 |         |
| Муниципий Кишинёв | 719,7           | 30,0    | 616,4           | 22,1    |
| Север             | 604,7           | 25,2    | 789,4           | 28,3    |
| Центр             | 667,5           | 27,8    | 848,1           | 30,4    |
| Юг                | 306,1           | 12,7    | 413,5           | 14,8    |
| Гагаузия          | 103,2           | 4,3     | 121,8           | 4,4     |

### Половозрастная структура населения
47,1 % населения составили мужчины, 52,9 % — женщины. Иными словами, на 100 женщин приходилось около 89 мужчин, что на 3 человека меньше, чем в 2014 году. Доля женщин выросла на 0,9 % за 10 лет.
|                   | 2024 | 2014 |
| ----------------- | ---- | ---- |
| Сёла              | 92   | 95   |
| Города            | 86   | 88   |
|                   |      |      |
| Муниципий Кишинёв | 87   | 88   |
| Север             | 85   | 89   |
| Центр             | 94   | 97   |
| Юг                | 94   | 95   |
| Гагаузия          | 87   | 91   |

За 10 лет доля населения возрастом от 15 до 64 лет снизилась на 8,2 %. Доля детей до 14 лет выросла на 1,3 %, а доля пожилых людей старше 64 лет — на 6,9 %.
|       | 2024 | 2014 |
| ----- | ---- | ---- |
| 0-14  | 19,2 | 17,9 |
| 15-24 | 10,6 | 14,7 |
| 25-64 | 52,0 | 56,1 |
| 65+   | 18,2 | 11,3 |

### Национальный состав
| Национальный состав 2024 (без территории ПМР) | Национальный состав 2024 (без территории ПМР) | Национальный состав 2024 (без территории ПМР) | Национальный состав 2024 (без территории ПМР) | Национальный состав 2024 (без территории ПМР) |
| --------------------------------------------- | --------------------------------------------- | --------------------------------------------- | --------------------------------------------- | --------------------------------------------- |
| молдаване                                     |                                               |                                               | 77.2 %                                        |                                               |
| румыны                                        |                                               |                                               | 7.9 %                                         |                                               |
| украинцы                                      |                                               |                                               | 4.9 %                                         |                                               |
| гагаузы                                       |                                               |                                               | 4.2 %                                         |                                               |
| русские                                       |                                               |                                               | 3.2 %                                         |                                               |
| болгары                                       |                                               |                                               | 1.6 %                                         |                                               |
| цыгане                                        |                                               |                                               | 0.4 %                                         |                                               |
| другие                                        |                                               |                                               | 0.5 %                                         |                                               |

С предыдущей переписи 2014 года национальный состав страны не претерпел серьёзных изменений. По данным переписи 2024 года, большинство жителей назвали себя молдаванами (77,2 %), далее идут румыны (7,9 %), украинцы (4,9 %), гагаузы (4,2 %), русские (3,2 %), болгары (1,6 %), цыгане (0,4 %) и другие (0,5).
Доля молдаван выросла, а доля украинцев уменьшилась как в целом по стране, так и по каждому региону, в городской и сельской местности. Доля румын упала в Кишинёве, но выросла в среднем по стране, в остальных регионах и во всех местностях. Доля русских не изменилась в Гагаузии и упала во всех остальных регионах, снизившись и в городах, и в сёлах. Доля гагаузов незначительно выросла в сельской местности и в Кишинёве, но упала в Гагаузии, городах и в целом по стране. Доля болгар везде незначительно снизилась.

### Родной язык
В качестве родного языка 49,2 % населения указали молдавский, 31,3 % — румынский, 11,1 % — русский, 3,8 % — гагаузский, 2,9 % — украинский, 1,2 % — болгарский, 0,3 % — цыганский (ромский) и 0,2 % — другие языки.
Совокупная доля молдавского и румынского языка не изменилась, при этом доля населения с родным румынским стала на 8 % больше. Молдавский язык укрепил свои позиции только в Гагаузии (на 0,6 %, до 4,5 %). Доля украинского языка как родного повсеместно упала. Русский язык стал родным для большей доли населения в целом по стране, в сельской местности, северном регионе и Гагаузии. Доля родного гагаузского языка выросла в Кишинёве и сельской местности, но упала в в целом по стране, в городах и в Гагаузии. Болгарский язык как родной везде ослабил позиции.

### Обиходный язык
По данным переписи 46 % опрошенных заявили, что обычно говорят на молдавском языке, 33,2 % — на румынском, 15,3 % — на русском, 2,3 % — на гагаузском, 2 % — на украинском, 0,8 % — на болгарском, 0,3 % — на цыганском (ромском).
Доля населения, использующего румынский язык, увеличилась на 9,5 %, и на 9 % упала доля назвавших обиходным языком молдавский. Русским языком в Молдове стали пользоваться чаще, особенно в городской местности и Гагаузии (на 4,5 %), но в Кишинёве, центральном и южном регионах он стал менее употребимым. Болгарским и гагаузским стали реже пользоваться в целом по стране, в городах и сёлах и в Гагаузии. Болгарский также потерял позиции в южном регионе, где имеет наибольшее распространение во всей стране.

### Комментарии
1. ↑  включая занятые, вторичные[прояснить] и незанятые жилые помещения
2. ↑  В число переписанного населения также входят лица без определённого места жительства